# 平川区域
平川区域（ピョンチョンくいき）は、朝鮮民主主義人民共和国平壌直轄市にある行政区域の一つ。都心部の南西部にある。

## 地理
大同江の右岸にある。西は普通江を境に万景台区域と、北は普通江区域と、東は平釜線・平義線を境に中区域と接する。大同江の対岸は楽浪区域である。

## 行政区域
17洞を管轄する。
- 干城洞（カンソンドン）
- 陸橋一洞（リュッキョイルトン）
- 陸橋二洞（リュッキョイドン）
- 鳳南洞（ポンナムドン）
- 鳳池洞（ポンジドン）
- 鳳鶴洞（ポンハクトン）
- 北城一洞（プクソンイルトン）
- 北城二洞（プクソンイドン）
- セマウル一洞（セマウリルトン）
- セマウル二洞（セマウリドン）
- 鞍山一洞（アンサニルトン）
- 鞍山二洞（アンサニドン）
- 井平洞（チョンピョンドン）
- 平川一洞（ピョンチョニルトン）
- 平川二洞（ピョンチョニドン）
- 海運一洞（ヘウニルトン）
- 海運二洞（ヘウニドン）

## 歴史
この節の出典
- 1960年10月 - 平壌直轄市外城区域土城洞・北城洞・鳳池洞・井平洞・平川洞・干城洞の区域をもって、平川区域を設置。 (6洞)
- 1961年 (7洞)
  - 鳳池洞の一部が分立し、鳳鶴洞が発足。
  - 土城洞が鞍山洞に改称。
- 1963年 (11洞)
  - 平川洞の一部が分立し、海運洞が発足。
  - 干城洞の一部が分立し、陸橋洞が発足。
  - 北城洞・鳳池洞の各一部が合併し、鳳南洞が発足。
  - 鞍山洞が分割され、鞍山一洞・鞍山二洞が発足。
- 1967年 (13洞)
  - 陸橋洞が分割され、陸橋一洞・陸橋二洞が発足。
  - 平川洞の一部が分立し、セマウル洞が発足。
- 1972年 (15洞)
  - 平川洞が分割され、平川一洞・平川二洞が発足。
  - セマウル洞が分割され、セマウル一洞・セマウル二洞が発足。
- 1989年 (17洞)
  - 北城洞が分割され、北城一洞・北城二洞が発足。
  - 海運洞が分割され、海運一洞・海運二洞が発足。
- 2014年 
  - 5月3日に2014年平壌高層住宅崩壊事故が発生し、約500名が犠牲となる。

## 施設
- 平壌火力発電所
- 万寿台創作社

## 交通
- 平壌火電線
  - 平川駅
- 平壌地下鉄千里馬線
  - 復興駅

## 平川区域出身の有名人
- 李京淑 - 元普天堡電子楽団の歌手。現在は平壌音楽大学の声楽科教授。